# Сумский округ
Сумско́й либо Су́мский о́круг (укр. Сумська округа) — единица административно-территориального деления Украинской ССР, существовавшая с апреля 1923 по сентябрь 1930 года. Административный центр — город Сумы.

## История
7 марта 1923 года правительством УССР постановлением Президиума Всеукраинского Центрального Исполнительного Комитета № 315 от 7 марта 1923 г. была принята новая система административного деления территории Украинской Советской Социалистической республики.
Уезды и волости были заменены округами и районами.
В Харьковской губернии вместо десяти уездов было создано пять округов, а вместо 227 волостей — 77 небольших районов.
7 марта 1923 года с введением новой системы административно-территориального деления район — округ — губерния — центр Харьковская губерния была разделена на следующие округа: Харьковский округ (24 района), Богодуховский округ (12 районов), Изюмский округ (11 районов), Купянский округ (12 районов) и Сумской (16 районов).
Сумский уезд при этом был упразднён.
Территория уезда вошла в состав Сумского округа и первоначально небольшого Сумского района Харьковской губернии.
В июне 1925 года все губернии Украинской ССР были упразднены и округ перешёл в прямое подчинение Украинской ССР (со столицей в Харькове).
Согласно постановлению ВУЦИК от 3 июня 1925 года на основе решения 9-го Всеукраинского съезда Советов было ведено новое территориальное деление на всей территории УССР по принципу трёхстепенной системы управления (без губерний): округ-район-сельсовет.
В Сумском округе в 1925 году был 21 район с населением 809 000 человек. Всего в чётырёх округах (Харьковском, Изюмском, Купянском, Сумском) бывшей Харьковской губернии в её границах 1925 года были шестьдесят пять районов с населением 2 861 000 человек.
По данным на 1 января 1926 года, округ делился на следующие 18 районов:
- Белопольский, административный центр — Белополье;
- Боромлянский, админцентр — Боромля;
- Вировский, админцентр — Вировка;
- Ворожбянский, админцентр — Ворожба;
- Краснопольский, админцентр — Краснополье;
- Лебединский, админцентр — Лебедин;
- Ольшанский, админцентр — Ольшана;
- Речанский (Реченский), админцентр — Речаны (Речки);
- Славгородский, админцентр — Славгород;
- Степановский, админцентр — Степановка;
- Сумской (укр. Сумский), админцентр — Сумы;
- Сыроватский, админцентр — Верхняя Сыроватка;
- Терновский, админцентр — Терны;
- Тростянецкий, админцентр — Тростянец;
- Хотеньский (Хотенский), админцентр — Хотень;
- Чупаховский, админцентр — Чупаховка;
- Штеповский, админцентр — Штеповка;
- Юнаковский, админцентр — Юнаковка[3].

По данным переписи 1926 года численность населения составляла 690 700 человек. В том числе украинцы — 93,7 %; русские — 5,5 %.
Всего на 1 января 1926 года в УССР насчитывались: 41 округ и МАССР, 636 районов, 9 307 сельсоветов, 78 городов, 39 310 селений, в которых было 4 828 200 дворов.
Округ был упразднён 2 сентября 1930 года, как и большинство округов СССР в том же году. Районы были переданы в прямое подчинение Совета Народных Комиссаров Украинской ССР.

## Исполнительный комитет Сумского окружного Совета
Председатели Сумского окрисполкома:
- 1923—1926 — Самойлов А. М. (член партии (РСДРП) с 1917 года).
- 1927 — Лёгкий, Владимир Степанович (ч.п. с 1918 г.)
- 1928—1930 — Лырёв, Никита Иванович (ч.п. с 1918 г.)

## Сумской окружной комитет КП(б)У
Ответственные секретари Сумского окркома КП(б)У:
- 1923—1924 — Барышев, Николай Иванович (ч.п. с 1916 г.; годы жиэни 1898—1937).
- 1925—1926 — Аболин Э. К. (ч.п. с 1918).
- 1926—1928 — Свистун, Пантелеймон Иванович (ч.п. с 1909; 1890—1938).
- 1929—1930 — Налимов, Михаил Николаевич (ч.п. с 1918; 1894—1937).

## Сумской окружной отдел ГПУ
(9-й Сумской оперативный сектор ГПУ)
Начальники:
- 11.1923 — 11.1926 — Лея, Вальдемар Яковлевич (ч.п. с 1917; 1893-?).
- 22.8.1927 — 26.2.1929 — Двинянинов, Василий Андреевич (ч.п. с 1918; 1900—1966).
- 28.2.1929 — 05.1929 — Мирошниченко, Александр Григорьевич (ч.п. с 1918, ?).
- 5.1929 — 5.9.1930 — Райхштейн, Яков Израилевич
- 15.9.1930 — 12.1931 — Левоцкий, Василий Яковлевич (ч.п. с 1916; 1894—1941).

## Окружная прокуратура
Прокуроры:
- 1923 — Дорохов И. П.
- 1926—1927 — Корнетов Иван П. (ч.п. с 1918; ?).
- 1928 — Волевач, Константин Емельянович (?; 1899—1937).
- 1929—1930 — Морозов И. П.

## Сумской окружной Суд
Председатели Сумского окрсуда:
- 1926—1930 — Гудименко Р. Е.